# Михайло-Александровка
Михайло-Александровка (укр. Михайло-Олександрівка) — село, относится к Березовскому району Одесской области Украины.
Население по переписи 2001 года составляло 593 человека. Почтовый индекс — 67332. Телефонный код — 4856. Занимает площадь 3,211 км². Код КОАТУУ — 5121283101.

## Местный совет
67314, Одесская обл., Березовский р-н, с. Михайло-Александровка, ул. Молодёжная, 2